# Chevauleger

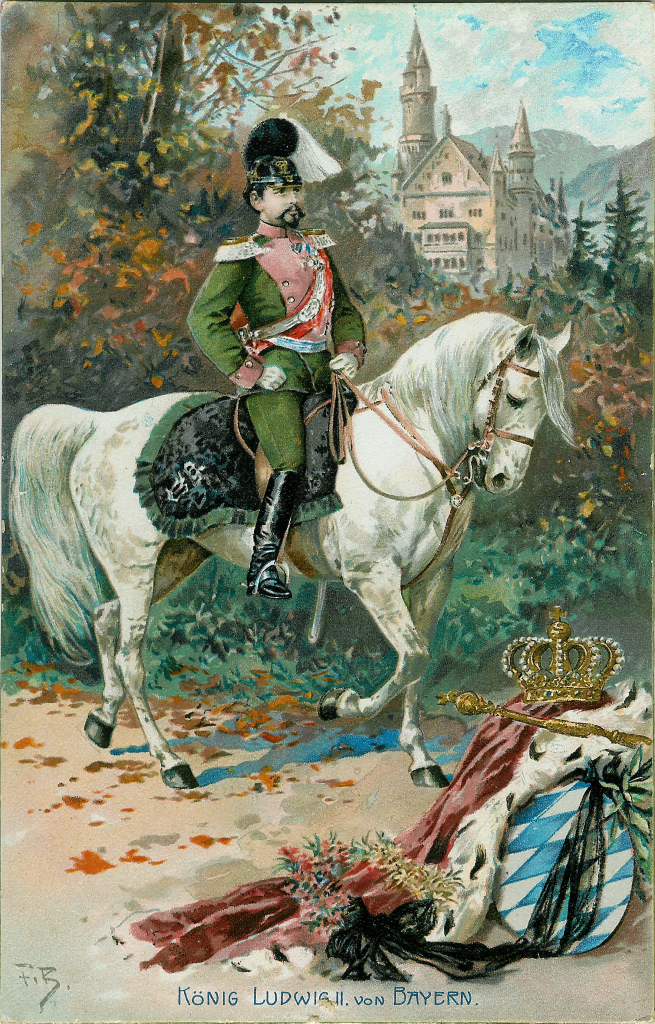
Postkarte: König Ludwig II. von Bayern in der Uniform des 4. Chevaulegers-Regiments

Chevaulegers (urspr. Cheveauxlegers, auch: Chevauxlegers, Chevaux-Legers, Chevau-Legers, Cavalleggeri oder Chevau-légers) waren ursprünglich eine Gattung der leichten Kavallerie. Im Königreich Bayern bildeten sie ab 1813 die mittelschwere Kavallerie und galten bis zum Ende der Monarchie als charakteristische Waffengattung des bayerischen Heeres. Im italienischen Heer bestehen noch heute zwei Cavalleggeri-Panzeraufklärungsregimenter.

## Etymologie
Der Begriff Chevauleger kommt über das Französische (chevaux = Pferde; léger = leicht) ursprünglich aus dem Italienischen (cavalleggeri).

## Frankreich

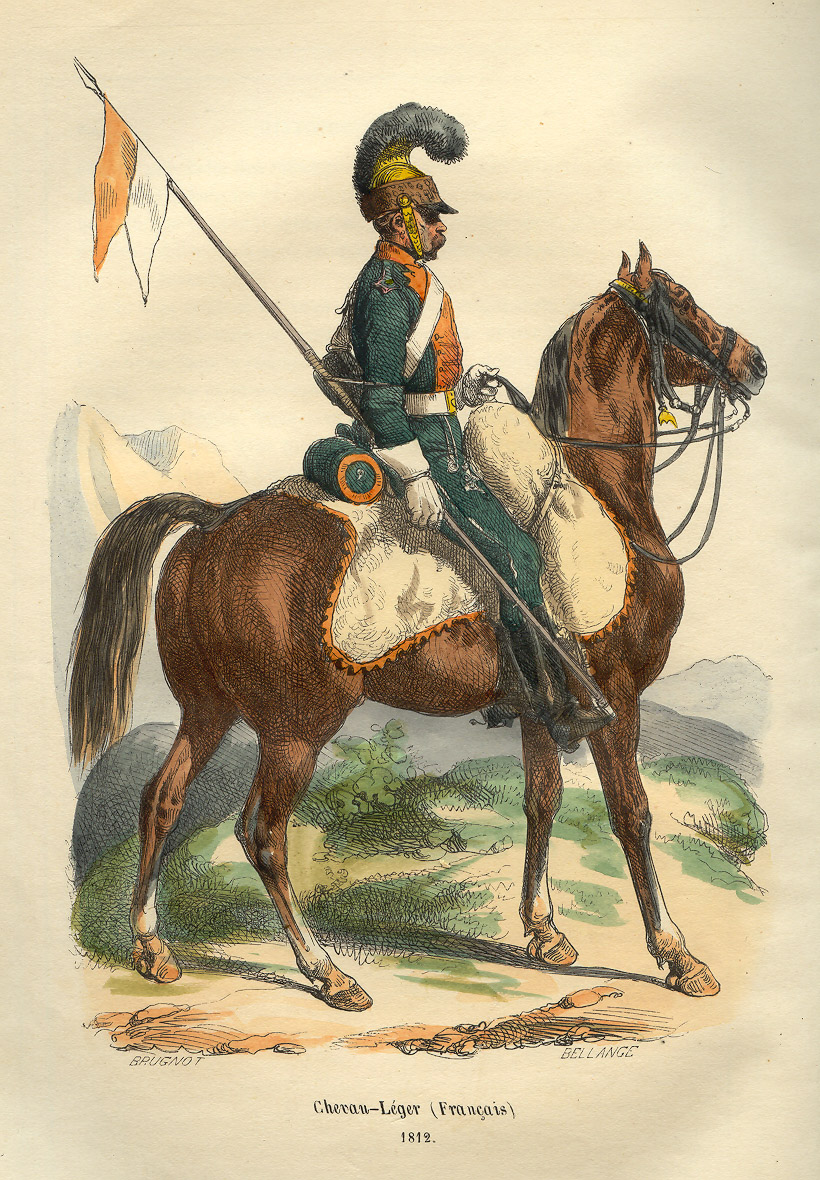
Chevaulegers-Lancier des französischen 2. Linienregiments, 1811–1815

Der französische König Ludwig XII. errichtete 1498 die Chevaulegers als eigenständige Waffengattung. Sie waren leichter gerüstet als andere Kavalleristen und zunächst noch mit einer Lanze bewaffnet. „Leicht“ bezog sich zu dieser Zeit vor allem auf die Ausrüstung und die verwendeten Pferde und nicht auf die Verwendung in den später klassischen Funktionen der leichten Kavallerie wie Aufklärung, Flankensicherung und Kleinkrieg. Seit 1593 bildeten diese Chevaulegers unter dem Namen Chevau-léger de la garde du roi eine Kompanie der Haustruppen des Königs, der zugleich ihr Hauptmann war. 1787 löste man sie aus Kostengründen auf. Die im napoleonischen Frankreich aufgestellten Chevaulegers-Lanciers waren hingegen eigentlich Ulanen. Die Chevaulegers der französischen königlichen Garden wurden zwar 1814 wieder errichtet, jedoch bereits um 1816 wieder aufgelöst.

## Habsburgermonarchie

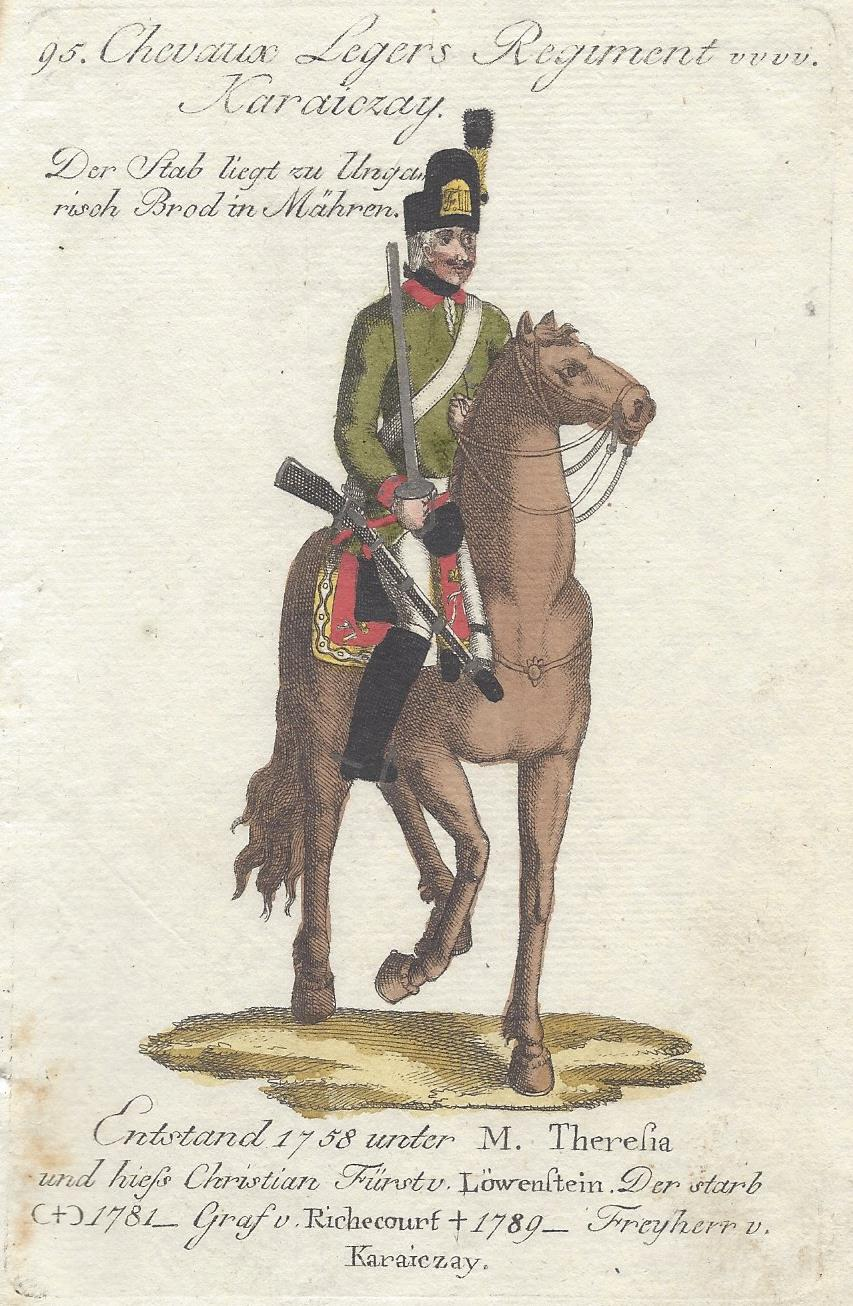
Chevauleger des k.k. Regiments Karaiczay, 1796

Von 1759 bis 1765 wurden in der Habsburgermonarchie sechs Dragoner-Regimenter sukzessive zu Chevaulegers umgewandelt, die ähnlich wie Husaren als leichte Kavallerie eingesetzt wurden, aber aus deutschen Untertanen Österreichs rekrutiert waren. Man sprach deshalb auch von „deutschen Husaren“. 1798 machte man sie (ohne Änderung von Aufgabe oder Uniformierung) zu leichten Dragonern, um sie von 1801 an wieder als Chevaulegers zu bezeichnen. 1851 wurden sie in Dragoner oder Ulanen umgewandelt. Eines der bekanntesten Chevauleger-Regimenter war das spätere Dragonerregiment „Fürst Windischgrätz“ Nr. 14.

## Deutschland

### Bayern

Uniformen der bayerischen Chevaulegers-Regimenter um 1904

1790 stellte man in Bayern Chevaulegers auf. In der Bayerischen Armee wurde 1811 die gesamte Kavallerie zu Chevaulegers umgewandelt, die vorübergehend als Einheitskavallerie alle Kavallerieaufgaben (Kleinkrieg, Aufklärung, Sicherung, massierter Einsatz in der Schlacht) übernahmen, bis dort 1813 mit der Wiederaufstellung des Heeres nach dem Russlandfeldzug wieder eine Spezialisierung eintrat. Trotzdem bestand der Großteil bayerischen Kavallerie (1914 8 von 12 Regimentern) bis zum Ende des Ersten Weltkrieges aus Chevaulegers, die als typisch bayerische Waffengattung galten und in der Bevölkerung als „Schwalangschärs“ oder kurz „Schwolis“ ein beachtliches Ansehen genossen. Das in Augsburg garnisonierte 4. Chevaulegers-Regiment „König“ hatte seit 1799 stets den jeweiligen bayerischen Herrscher als „Inhaber“ und galt daher als Prestigeregiment der bayerischen Reiterei. Die bayerischen Chevaulegers waren hellgrün, ab 1809 dunkelgrün uniformiert und trugen ab 1848 einen Waffenrock nach Art der Ulanen mit einem Brustbesatz in der Regimentsfarbe (1./2. Regiment karminrot, 3./6. rosa, 4./5. zinnoberrot, 7./8. weiß; Kragen und Ärmelaufschläge in der Abzeichenfarbe, Knöpfe und Helmbeschläge aus Weißmetall bei den Regimentern mit gerader Nummer, aus Gelbmetall für die mit ungerader Nummer). Im Jahr 1800 wurde der Raupenhelm eingeführt, der bis zu seiner Ablösung durch die Pickelhaube 1886 eine niedrigere Helmglocke annahm. Die Bewaffnung bestand aus Säbeln und Karabinern. Um 1890 wurden wie bei der gesamten deutschen Kavallerie zusätzlich Lanzen eingeführt.

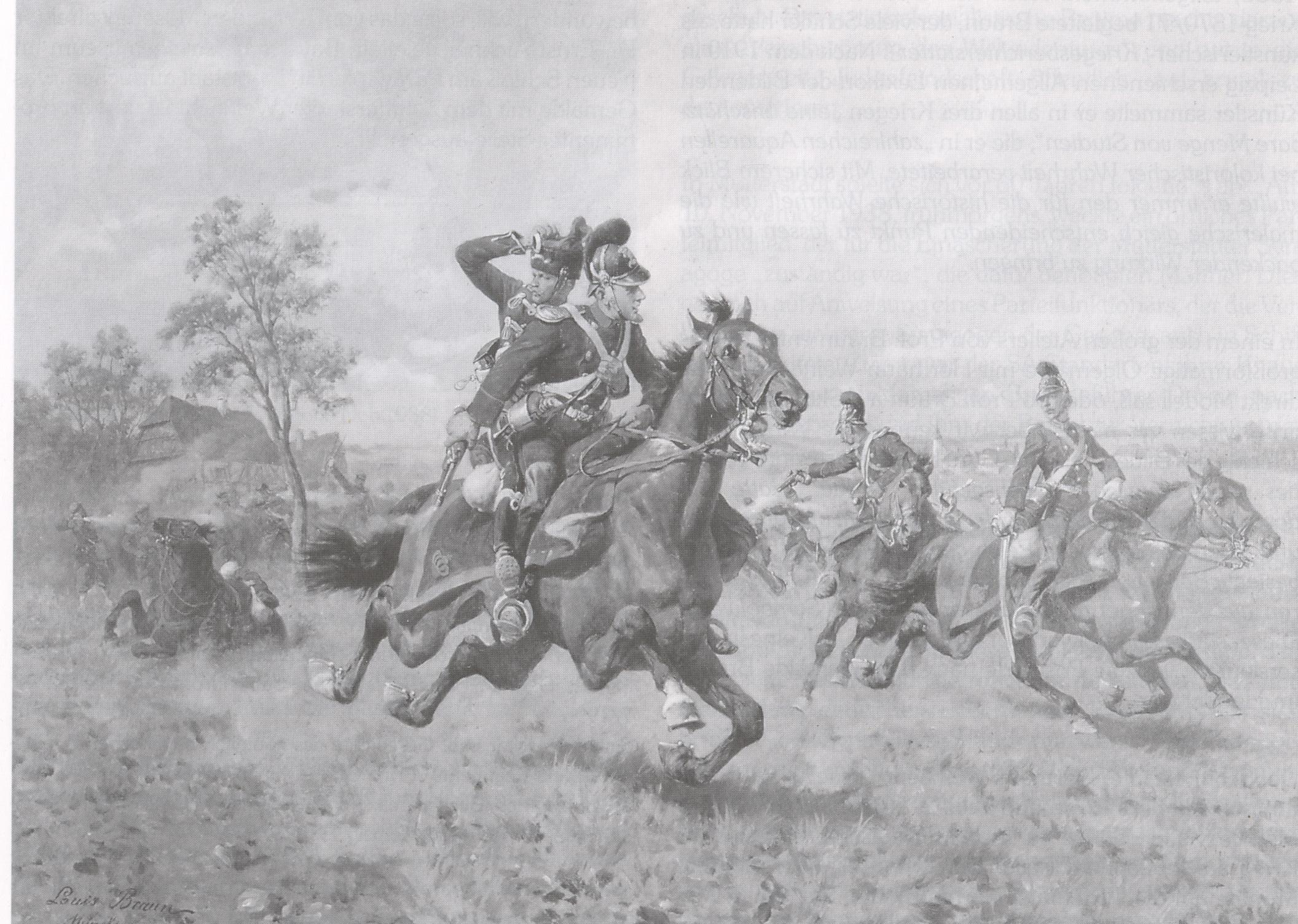
Louis Braun, Gefecht bei Stürzelbronn, Chevauleger Hermann Weinacht rettet einen preußischen Husaren

Hermann Weinacht vom 5. Chevauleger-Regiment „Prinz Otto“ ging am 1. August 1870 in die bayerische Heeresgeschichte ein, als er im Gefecht bei Stürzelbronn zu Beginn des Deutsch-Französischen Krieges einen zu Fall gekommenen preußischen Husaren auf sein Pferd zog und so vor den nachsetzenden Franzosen rettete. Louis Braun stellte das Ereignis in einem Gemälde dar, das als Symbol der neuen bayerisch-preußischen Waffenbrüderschaft unzählige Male reproduziert wurde.
| Regiment                                                      | Standort   | Gründung          | Auflösung        |
| ------------------------------------------------------------- | ---------- | ----------------- | ---------------- |
| 1. Chevaulegers-Regiment „Kaiser Nikolaus von Rußland“        | Nürnberg   | 29. Juni 1682     | 1919             |
| 2. Chevaulegers-Regiment „Taxis“                              | Regensburg | 29. Juni 1682     | 1. April 1919    |
| 3. Chevaulegers-Regiment „Herzog Karl Theodor“                | Dieuze     | 23. Januar 1724   | 1919             |
| 4. Chevaulegers-Regiment „König“                              | Augsburg   | 1. September 1744 | 1919             |
| 5. Chevaulegers-Regiment „Erzherzog Friedrich von Österreich“ | Saargemünd | 1. April 1776     | 1920             |
| 6. Chevaulegers-Regiment „Prinz Albrecht von Preußen“         | Bayreuth   | 1. April 1803     | 1919             |
| 7. Chevaulegers-Regiment „Prinz Alfons“                       | Straubing  | 1. Oktober 1905   | 1919             |
| 8. Chevaulegers-Regiment                                      | Dillingen  | 1. Oktober 1909   | 17. Februar 1919 |

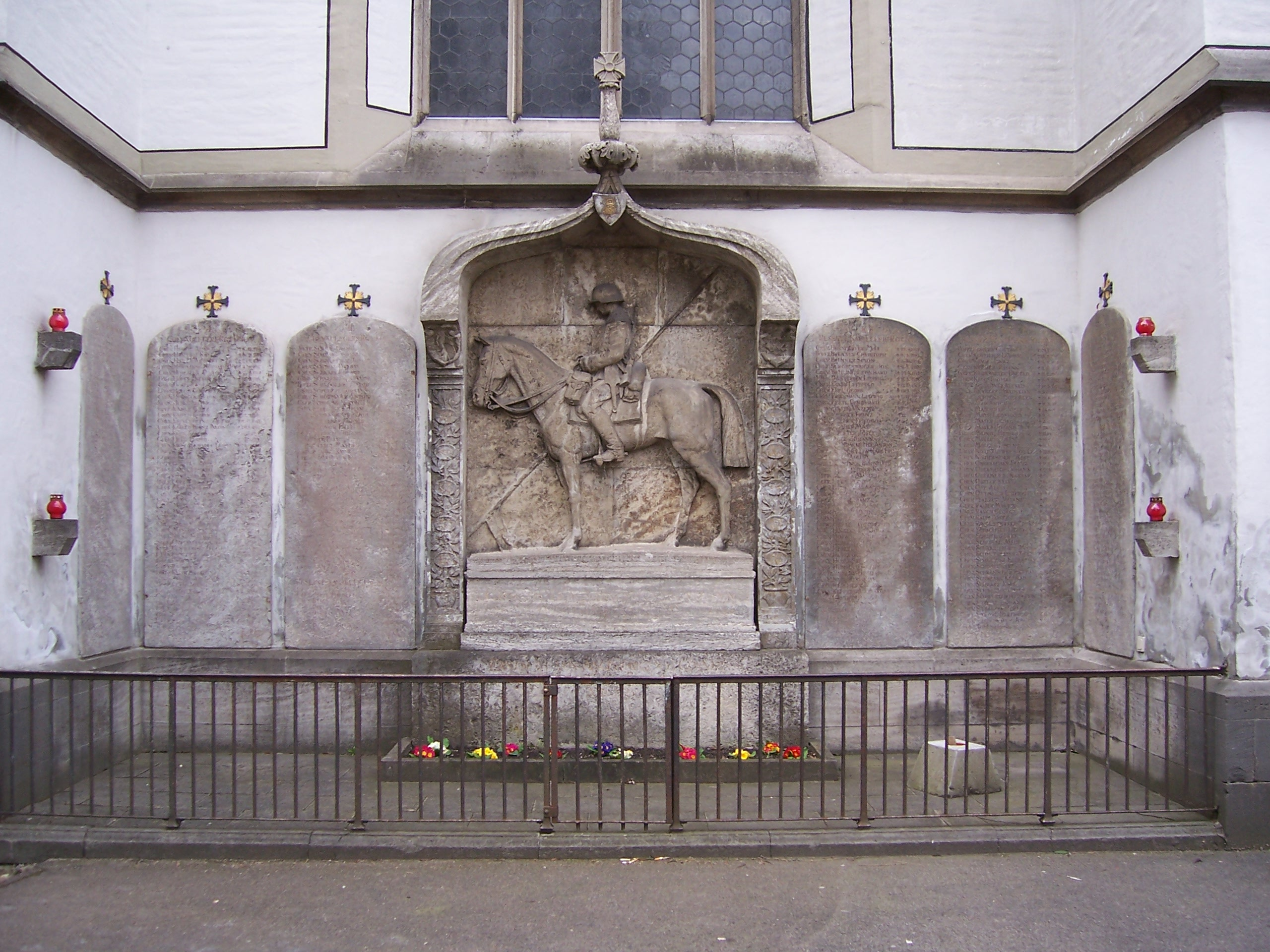
Chevauleger-Denkmal an der Nordseite des Langhauses der Basilika St. Ulrich und Afra.

Bei Ausbruch des Ersten Weltkriegs bildeten die acht Regimenter Chevaulegers das Rückgrat der aus insgesamt zwölf Regimentern bestehenden bayerischen Kavallerie. Die Regimenter wurden im weiteren Kriegsverlauf zum größten Teil eskadronsweise als „Divisionskavallerie“ auf die bayerischen Infanteriedivisionen verteilt und mit diesen an allen Fronten eingesetzt. Sowohl kavalleristische als auch infanteristische Aufgaben fielen ihnen dabei zu.
Die Regimenter wurden danach bis auf kleine Stammeinheiten demobilisiert, die nach Übergang der Wehrhoheit von Bayern auf die Weimarer Republik (1919) im 17. (Bayerisches) Reiter-Regiment in Bamberg aufgingen. Dieses einzige in Bayern stationierte Kavallerieregiment der Reichswehr führte auch die Tradition der je zwei bayerischen Schweren-Reiter- und Ulanen-Regimenter der Alten Armee fort. Das Regiment wurde 1936 in Kavallerie-Regiment 17 umbenannt und 1939 zur Aufstellung von Aufklärungsabteilungen aufgelöst.
Das Andenken der Chevaulegers wird heute von verschiedenen Traditions- bzw. Reenactment-Vereinigungen fortgeführt.

### Andere
In Sachsen bestanden ab 1735 Chevaulegers, die aber erst ab Ende des 18. Jahrhunderts als leichte Reiterei eingesetzt wurden. Diese Verbände wurden in den Befreiungskriegen allesamt zu Ulanen umgewandelt oder aufgelöst.
Ab 1790 stellte man in Hessen-Darmstadt, Württemberg und Würzburg Chevaulegers auf. Die Würzburger Streitkräfte wurden 1814 ins bayerische Heer übernommen, in Württemberg wurden 1816 alle Kavallerie-Regimenter in Reiter-Regimenter umbenannt und in Hessen-Darmstadt 1872 die Chevaulegers zu Dragonern umgewandelt. Äußerlich folgte die Uniformierung in der Regel den Dragonern, war jedoch von grüner Grundfarbe.
Die in den napoleonischen Satellitenstaaten Westphalen und Berg aufgestellten Chevaulegers-Lanciers waren hingegen eigentlich Ulanen.

## Italien
Von den verschiedenen italienischen Chevauleger-Verbänden seit der Cisalpinischen Republik bestehen heute noch zwei Regimenter, “Cavalleggeri di Lodi” (15º) und “Cavalleggeri Guide” (19º), welche als Aufklärungsverbände fungieren.